# Vaptistís (Ioánnina)
Vaptistís, en grec moderne : Βαπτιστής, est un village du dème des Tzoumérka-du-Nord, district régional de Ioánnina, en Épire, Grèce.
Selon le recensement de 2011, la population du village s'élève à 146 habitants.